# مايك مكغوان
مايك مكغوان (بالإنجليزية: Mike McGowan)‏ هو لاعب كرة قدم ومدرب كرة قدم بريطاني في مركز جناح ‏، ولد في 15 يوليو 1947 في غلاسكو في المملكة المتحدة. لعب مع نادي دمبرتون ونادي سلتيك وهاميلتون أكاديميكال.